# گورامی فیل‌گوش
گورامی گوش‌فیل (نام علمی: Osphronemus exodon)، گونه بزرگی از گورامی بومی حوضه رودخانه مکونگ در تایلند، لائوس و کامبوج است.
در طول فصل نمناکی، گورامی‌های گوش‌فیل در جنگل‌های باتلاقی آب شیرین و دشت‌های سیلابی یافت می‌شوند. در طول فصل خشک، آنها در آب‌های دائمی مانند جریان اصلی مکونگ یافت می‌شوند. حرکات فصلی آنها توسط سطح آب تحریک می‌شود.